# 远剌隙蛛
远剌隙蛛（学名：Coelotes tautispinus）为暗蛛科隙蛛属的动物。在中国大陆，分布于江西等地。该物种的模式产地在江西庐山。